# Дунаєвецька селищна рада
Дунаєве́цька се́лищна ра́да — адміністративно-територіальна одиниця та орган місцевого самоврядування в Дунаєвецькому районі Хмельницької області. Адміністративний центр — селище міського типу Дунаївці.

## Загальні відомості
Дунаєвецька селищна рада утворена в 1924 році.
- Територія ради: 3,746 км²
- Населення ради: 2 514 особи (станом на 1 січня 2015 року)

## Населені пункти
Селищній раді підпорядковані населені пункти:
- смт Дунаївці

## Склад ради
Рада складається з 26 депутатів та голови.
- Голова ради: Кухаренко Анатолій Аркадійович
- Секретар ради: Третяк Олена Станіславівна

### Керівний склад попередніх скликань
| Прізвище, ім'я, по батькові    | Основні відомості                                                | Дата обрання | Дата звільнення |
| ------------------------------ | ---------------------------------------------------------------- | ------------ | --------------- |
| Кухаренко Анатолій Аркадійович | Селищний голова, 1958 року народження, освіта вища, безпартійний | 26.03.2006   | 31.10.2010      |
| Кухаренко Анатолій Аркадійович | Селищний голова, 1958 року народження, освіта вища, безпартійний | 31.10.2010   | 26.11.2015      |

Примітка: таблиця складена за даними сайту Верховної Ради України

### Депутати
За результатами місцевих виборів 2010 року депутатами ради стали:

#### За суб'єктами висування
| Суб'єкт висування                 | Кількість обраних депутатів | %    |
| --------------------------------- | --------------------------- | ---- |
| Партія «Народна влада»            | 15                          | 57,7 |
| Самовисування                     | 9                           | 34,6 |
| Політична партія «Сильна Україна» | 2                           | 7,7  |

#### За округами
| № округу                          | Прізвище, ім'я, по батькові       | Дата визнання обраним | Освіта             | Партійна приналежність                        | Відомості про обраного депутата                                            |
| --------------------------------- | --------------------------------- | --------------------- | ------------------ | --------------------------------------------- | -------------------------------------------------------------------------- |
| Партія «Народна влада»            |                                   |                       |                    |                                               |                                                                            |
| 1                                 | Гриневич Валерій Станіславович    | 01.11.2010            | вища               | член Партії «Народна влада»                   | ТОВ «Будінвес», директор                                                   |
| 2                                 | Якимчук Аркадій Миколайович       | 01.11.2010            | вища               | член Партії «Народна влада»                   | приватний підприємець                                                      |
| 3                                 | Кухаренко Людмила Володимирівна   | 01.11.2010            | середня спеціальна | член Партії «Народна влада»                   | Дунаєвецька селищна рада, спеціаліст                                       |
| 4                                 | Залагаєв Олександр Семенович      | 01.11.2010            | вища               | член Партії «Народна влада»                   | Дунаєвецька селищна рада, спеціаліст                                       |
| 6                                 | Ковальчук Тетяна Олександрівна    | 01.11.2010            | середня спеціальна | член Партії «Народна влада»                   | Дунаєвецька селищна рада, спеціаліст                                       |
| 7                                 | Патюк Лариса Степанівна           | 01.11.2010            | вища               | член Партії «Народна влада»                   | Дунаєвецька дільнична лікарня, лікар педіатр                               |
| 12                                | Боднар Вікторія Михайлівна        | 01.11.2010            | вища               | член Партії «Народна влада»                   | Дунаєвецька загальноосвітня школа, вчитель                                 |
| 15                                | Грищук Олег Васильович            | 01.11.2010            | вища               | член Партії «Народна влада»                   | Дунаєвецька дільнична лікарня, головний лікар                              |
| 16                                | Михальчук Ірина Сергіївна         | 01.11.2010            | середня спеціальна | член Партії «Народна влада»                   | КП «Добробут», касир                                                       |
| 17                                | Данилко Оксана Володимирівна      | 01.11.2010            | середня спеціальна | член Партії «Народна влада»                   | Дунаєвецька загальноосвітня школа                                          |
| 18                                | Ходоровський Сергій Володимирович | 01.11.2010            | середня спеціальна | член Партії «Народна влада»                   | приватний підприємець                                                      |
| 20                                | Трачук Станіслав Леонідович       | 01.11.2010            | вища               | позапартійний                                 | тимчасово не працює                                                        |
| 21                                | Зелінська Любов Василівна         | 01.11.2010            | середня спеціальна | член Партії «Народна влада»                   | пенсіонер                                                                  |
| 22                                | Гіджеліцький Микола Валентинович  | 01.11.2010            | середня спеціальна | член Партії «Народна влада»                   | тимчасово не працює                                                        |
| 23                                | Третяк Олена Станіславівна        | 01.11.2010            | вища               | член Партії «Народна влада»                   | Дунаєвецька селищна рада, секретар                                         |
| Політична партія «Сильна Україна» |                                   |                       |                    |                                               |                                                                            |
| 5                                 | Юр'єва Діана Болеславівна         | 01.11.2010            | вища               | член Політичної партії «Сильна Україна»       | Лошковецька загальноосвітня школа, вчитель                                 |
| 8                                 | Крикун Поліна Вацлавівна          | 01.11.2010            | вища               | член Політичної партії «Сильна Україна»       | Лошковецька загальноосвітня школа, директор                                |
| Самовисування                     |                                   |                       |                    |                                               |                                                                            |
| 9                                 | Костриба Микола Васильович        | 01.11.2010            | вища               | член Партії «Народна влада»                   | СК «Подільський», голова правління                                         |
| 10                                | Самолюк Василь Михайлович         | 01.11.2010            | вища               | член Партії «Народна влада»                   | ТОВ «Краянин»                                                              |
| 11                                | Горяча Клавдія Іванівна           | 01.11.2010            | середня спеціальна | член Партії «Народна влада»                   | ДП «Дунаєвецький комбінат хлібопродуктів»                                  |
| 13                                | Гладіщук Сергій Сергійович        | 01.11.2010            | незакінчена вища   | член Партії регіонів                          | студент                                                                    |
| 14                                | Яремов Олександр Леонідович       | 01.11.2010            | середня спеціальна | позапартійний                                 | ДП «Дунаєвецький комбінат хлібопродуктів», начальник млин-заводу           |
| 19                                | Епельблат Юхим Шулимович          | 01.11.2010            | середня спеціальна | член Партії регіонів                          | Жмеринська дистанція колії, начальник залізничної станції                  |
| 24                                | Третяк Олег Іванович              | 01.11.2010            | вища               | позапартійний                                 | ДП «Дунаєвецький комбінат хлібопродуктів», начальник комбікормового заводу |
| 25                                | Дмітрієв Петро Олександрович      | 01.11.2010            | вища               | член Всеукраїнського об'єднання «Батьківщина» | Дунаєвецька загальноосвітня школа, вчитель                                 |
| 26                                | Заболотний Володимир Анатолійович | 01.11.2010            | вища               | член Партії регіонів                          | ОП «Облпаливо», завідувач паливного складу                                 |